# Чекменьов Олександр Володимирович
Олександр Володимирович Чекменьов (нар. 1 квітня 1969 в Луганську) — український фотограф.

## Біографія
Фотографією займається з дитинства.
З 1993 року був членом Спілки фотохудожників Союзу фотографів України (Київ).
До 1997 року Олександр Чекменьов працював фотографом в Луганську.
У 1997 році отримав пропозицію працювати фотографом для щоденної газети «Всеукраїнські Відомості» і переїхав до Києва. У 1998 році влада закрила газету за те, що вона була «занадто опозиційною» та «занадто жовтою».
Найвідоміші його фотосерії в інтернеті присвячені Донбасу (напр.  [Архівовано 22 серпня 2010 у Wayback Machine.]).

## Нагороди
- 1994 — перша премія в конкурсі «Ukrpressphoto» (Київ) у номінації «Нові імена».
- 2000 — приз в Європейському конкурсі фотожурналістики у VeVey (Швейцарія), за серію фотографій «Український паспорт».
- 2013 — Grand Prix prize of photography in Ukraine 2013.

## Музеї
- 2019—245 відбитків з різних серій придбав Музей МОКСОП, Харків, Україна.
- 2019 — 15 відбитків із серії Passport були придбані Музеєм Людвіга, Німеччина.
- 2018 — 12 відбитків із серії «Паспорт» придбано музеєм «Мистецький Арсенал», Київ, Україна.
- 2018 — 2 відбитка із серії «Донбас» придбав «Märkisches Museum Witten», Німеччина.

## Персональні виставки

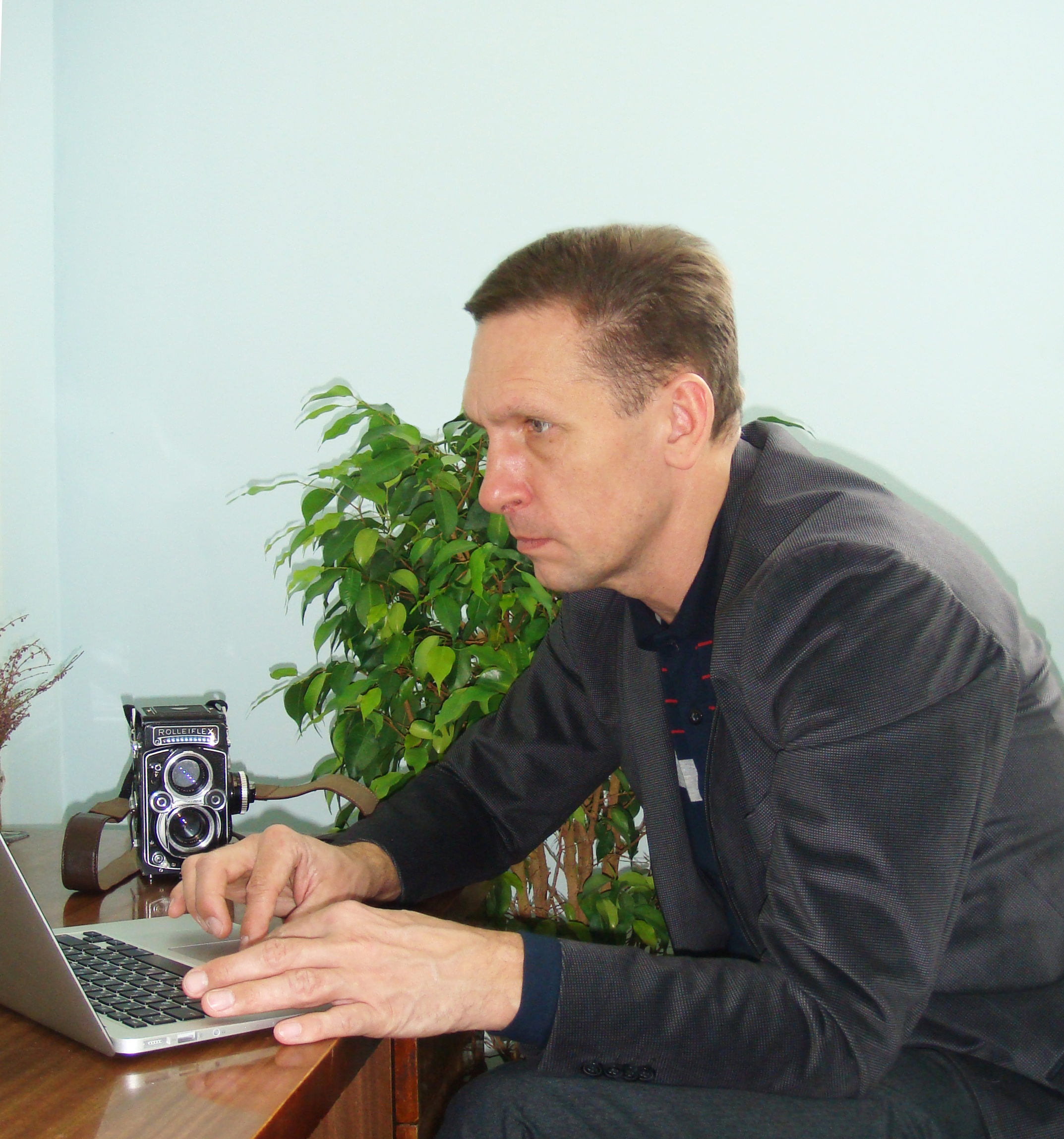
Олександр Чекменьов під час роботи над новими портретами в Національному науково-природничому музеї України

- У 2000 році перша персональна виставка, проведена з ініціативи журналу «Photography» і редакції газети «Vedomosti Vzhesinskiye», Vzhesnia, Польща. У 2000 році відбулася персональна виставка в фотогалереї Попрад (м. Попрад, Словаччина), де він представив свій серії «Українська Паспорт» і «Лілії».

- У 2001 році відбулася інша персональна фотовиставка відбулася в галереї «Zamek» (Познань, Польща) з такими його серіями світлин як: «Український паспорт», «Лілії», «Сліпий», «Великдень», «Портрети» і «Гірники».
- У 2001 році ще одна персональна фотовиставка відбулася у фото галереї в Зелена Гура, Польща. Серія: «Український паспорт», «Лілії», «Сліпий», «Великдень», «Портрети», «гірники».
- У 2001 році персональна виставка Олександра Чекменьов відбулася в Цюриху, Швейцарія. Серія: «Український паспорт».
- У 2001 його персональна фотовиставка відбулася у фото галереї м. Olstyn, Польща. Серія: «Український паспорт», «Лілії», «Сліпий», «Великдень», «Портрети», «Гірники».
- У 2007 році відбувся персональна виставка Олександра Чекменьова в Києві галереї «Ірен», де була представлена серія «Переможці».
- У 2007 році інша персональна фотовиставка відбулася в Києві, «Yagallery», на ній представлено серію «Чорно-біла фотографія».
- У 2008 році персональна фотовиставка також проведена в Києві, в «Yagallery» з серією «Вуличні портрети — Кольорові фотографії».

## Видання
- 2020 — «Лілії», надруковано в Німеччині, Optimal Media GmbH.Видавництво: «Музей Харківської школи фотографії». Редактор: Сергій Лебединський. Дизайн: Калін Крузе. 200×240 мм., 120p., Українська/англійська. ISBN 978-3-947922-04-8
- 2017 — «Паспорт», видавництво Деві Льюїс, дизайн та верстка: Teun van der Heijden, 156p, англійська, LES PRIX DU LIVRE 2017 в Арлі.ISBN 978-1-911306-06-1
- 2011 — «Донбас», KEHRER Heidelberg, редактор та дизайн Андрій Кременчук, німецька / англійська / російська, ISBN 978-3-86828-185-9
- 2008 — «Чорно-біла фотографія». — Вид-во Артбук, 124 с. укр./англ., ISBN 978-966-96916-4-4

## Громадська позиція
У 2017 підписав петицію до президента Росії з вимогою звільнити українського режисера Олега Сенцова